# Acta de la Claredat
L'Acta de la Claredat (Clarity Act en anglès), és una llei aprovada pel Parlament del Canadà que establí les condicions mitjançant les quals el govern del Canadà podria entrar en negociacions que podrien portar a la secessió si s'ha produït una votació en aquest sentit en alguna de les províncies del Canadà. Estipulà que per tal de començar les negociacions per a la separació, s'ha de celebrar un referèndum quant a la independència de dita província que haurà de posar «clarament» (segons el judici de la Cambra dels Comuns del Canadà) la pregunta als votants en termes de la independència i el resultat ha de ser «clarament majoritari» a favor. La proposta de llei es començà a debatre el 13 de desembre de 1999 a la Cambra dels Comuns i fou aprovada el 15 de març del 2000. El Senat aprovà la versió final el 29 de juny del 2000.
L'Acta de la Claredat fou creada com a resposta al referèndum de Quebec de 1995 i al moviment d'independència de Quebec present des de dècades enrere. El contingut de l'Acta de la Claredat fou basat en la referència a la Secessió de Quebec a la Cort Suprema del Canadà feta pel govern federal de Jean Chrétien.